# Chironomus denigrator
Chironomus denigrator är en tvåvingeart som först beskrevs av Johann Wilhelm Meigen 1838.  Chironomus denigrator ingår i släktet Chironomus och familjen fjädermyggor. Inga underarter finns listade i Catalogue of Life.